# Анна Хромі
Анна Хромі (18 липня 1940, Чеський Крумлов — 18 вересня 2021) — чеська художниця та скульпторка. Перша жінка, нагороджена премією Мікеланджело — щорічною премією, яку присуджують скульпторам в Італії (2008).

## Біографія
Народилася в Богемії (Чехія), зростала в Австрії, проживає у Франції і працює в Італії. Називає себе квінтесенцією європейця.
В кінці Другої світової війни сім'я Анни Хромі переїхала з Чехії до Відня, Австрія. Її родина не мала достатньо коштів, щоб Анна могла вчитися в школі мистецтв. Однак, як тільки вона вийшла заміж і переїхала в Париж, це стало можливим. Вона здобула освіту в Школі витончених мистецтв. Саме тут у неї проявився інтерес до творчості Сальвадора Далі та інших сюрреалістів, а також стала використовувати в живопису м'яку колористику в стилі Вільяма Тернера.
Після небезпечної для життя аварії, яка сталася в 1992 році, Анна отримала важкі травми і не могла писати протягом восьми років. Вона звернула увагу на скульптуру, використовуючи бронзу і мармур в своїй техніці.

## Студії
У Анни є студія в П'єтразанті, в Тоскані, тут їй належать і бронзові ливарні цехи Fonderia Artistica Mariani і Massimo Del Chiaro. Над мармуровими скульптурами вона працює в студії Massimo Galleni в П'єтразанті. Вона працює і в Каррарі, в студії Мікеланджело, що належить Франко Бараттіні.

## Роботи

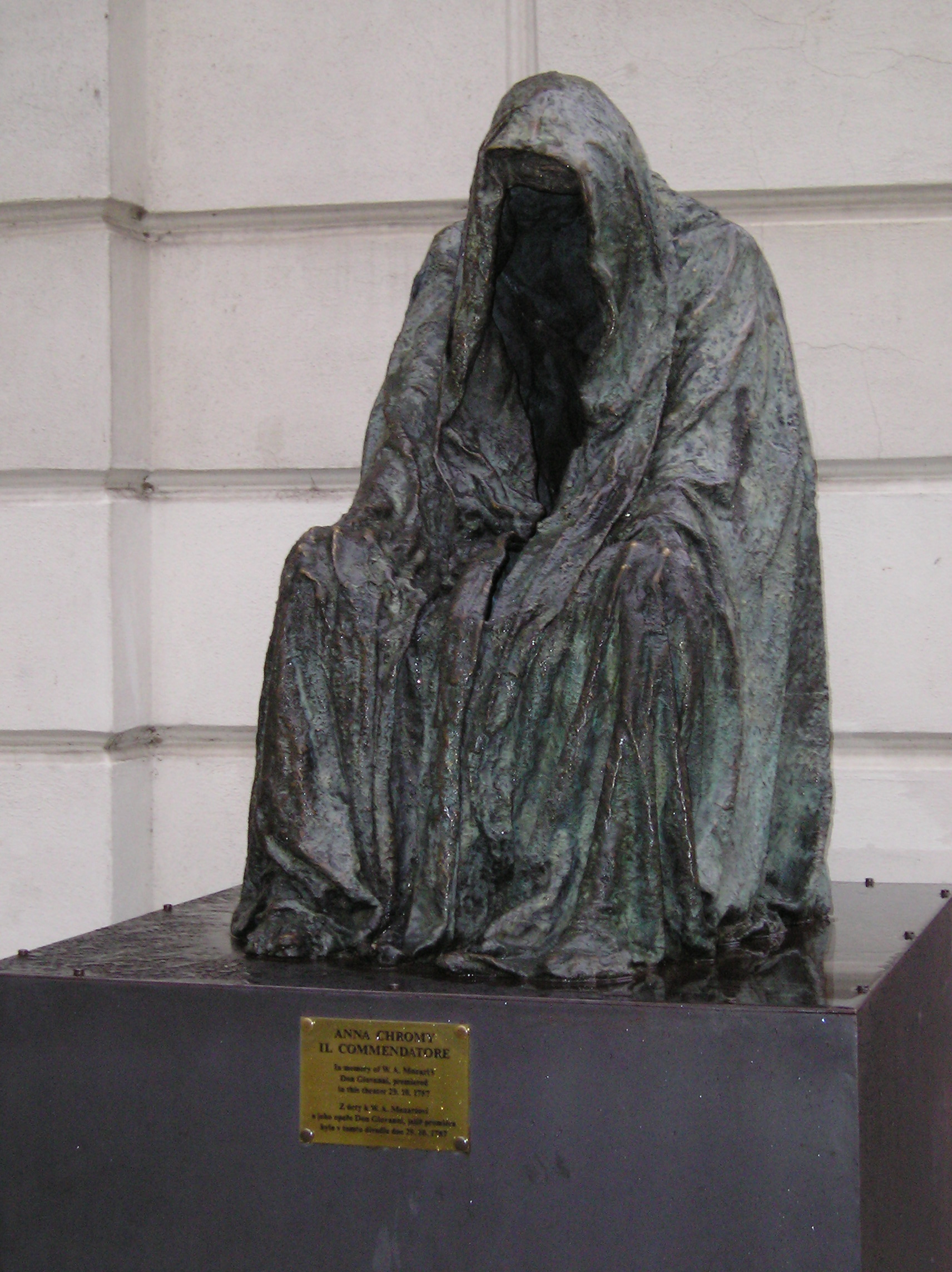
«Командор». Встановлений на згадку про прем'єру опери Моцарта «Дон Жуан» 29.10.1787 в Празі

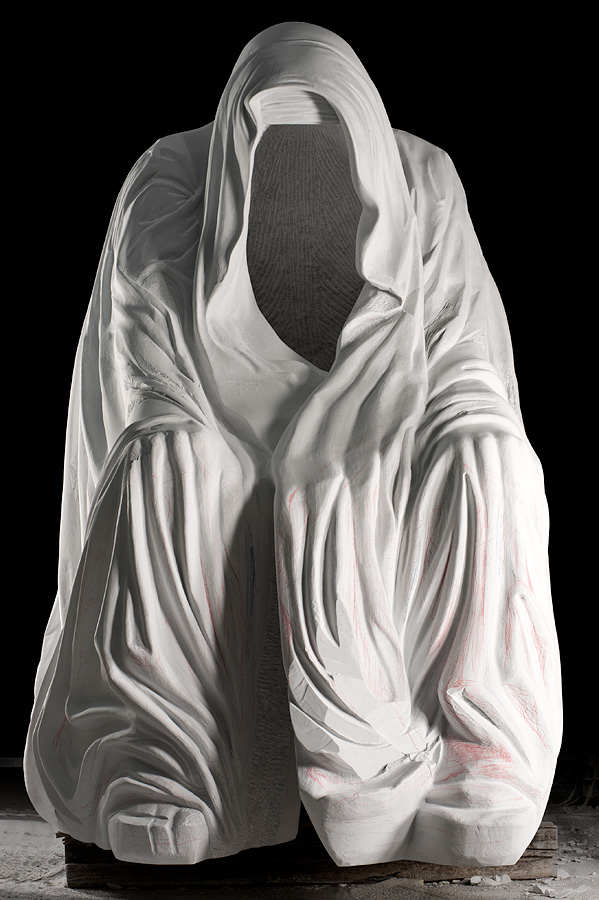
4,5-метровий «Плащ Миру та Свідомості»
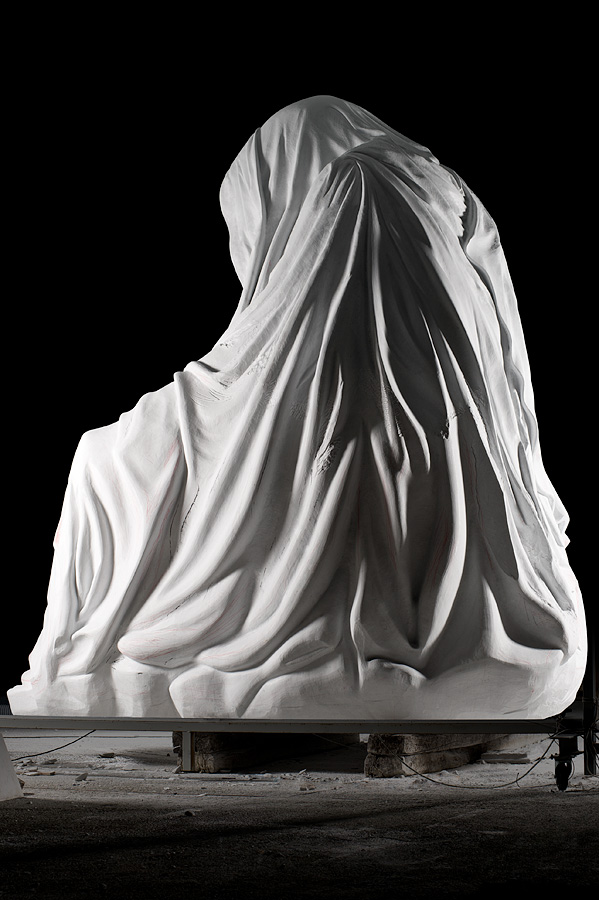
«Плащ Миру та Свідомості» важить 45 тонн
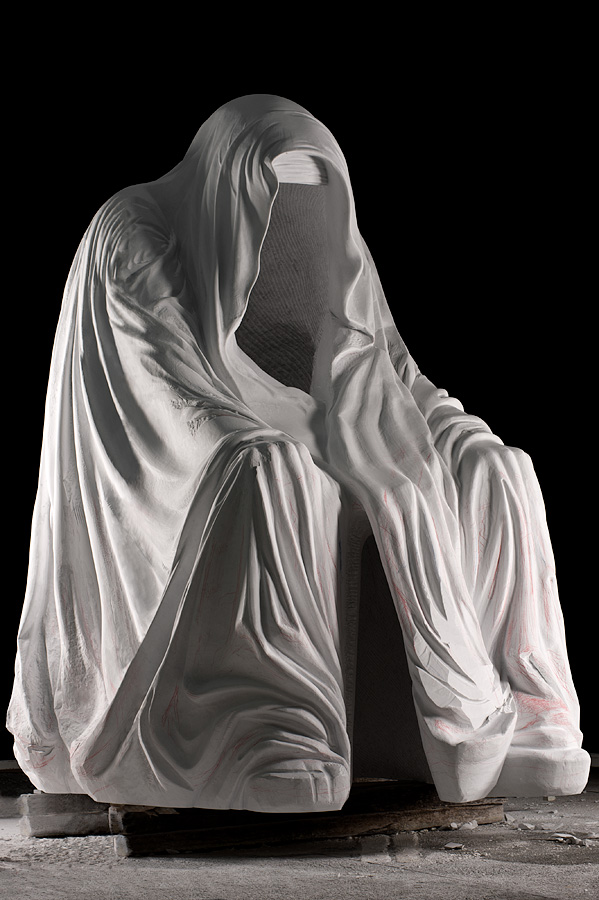
Відвідувачі можуть зайти всередину
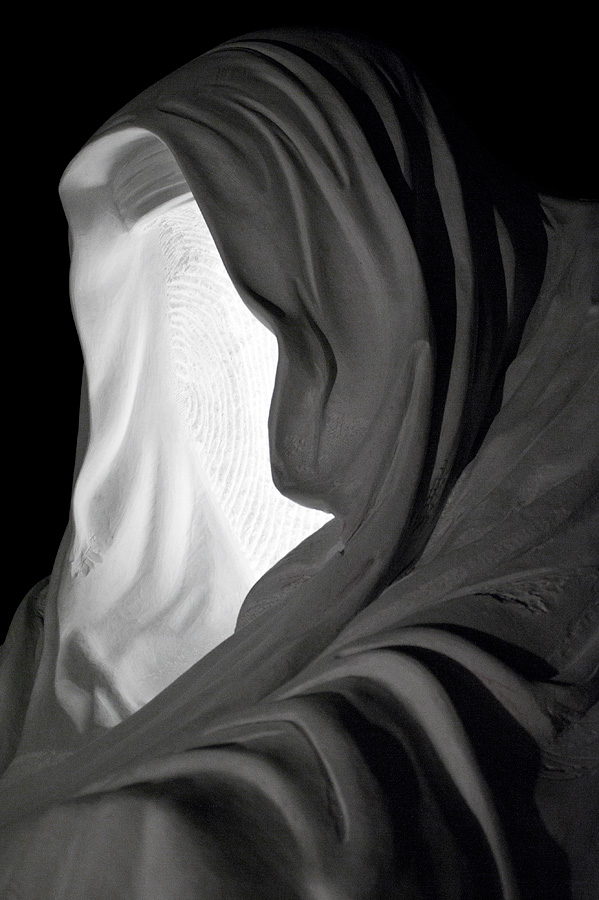
«Плащ Миру та Свідомості» зблизька

Найвідоміше творіння Анни — порожній плащ, знаний як Плащ Миру і Свідомості, Pieta, «Командор» і під іншими назвами. Скульптури розміщені в Зальцбурзькому соборі в Австрії, перед Зісловним театром в Празі, в Національному археологічному музеї в Афінах і в інших місцях. За час роботи над образом Хромі перетворила плащ в каплицю висотою близько п'яти метрів, вирізану з блоку білого мармуру вагою 200 тонн в печері Мікеланджело в Каррарі.
У число інших важливих робіт увійшли «Олімпійський Дух», встановлений в олімпійському селі в Лондоні і очікує розпорядження нового власника про місце його постійної дислокації, «Древо життя», а також «Європа» — сучасна інтерпретація стародавнього міфу, яка буде розміщена в інституції Євросоюзу. Анна — творець призу Olivier d'Or (Золоте оливкове дерево), який у 2009 році князь Монако Альбер II вручив лауреату Нобелівської премії миру Елі Візель.

### Олімпійські скульптури
У 2012 році під час Олімпійських ігор в Лондоні «Олімпійський дух» Анни хром був встановлений в Олімпійському селищі, де жили спортсмени протягом ігор. Скульптуру подарував голова Британської олімпійської асоціації Колін Мойніхан. Інша скульптура з олімпійської колекції, «Улісс», встановлена в затоці Монако, а «Сізіф» — в Пізанському університету.

### Громадські галереї

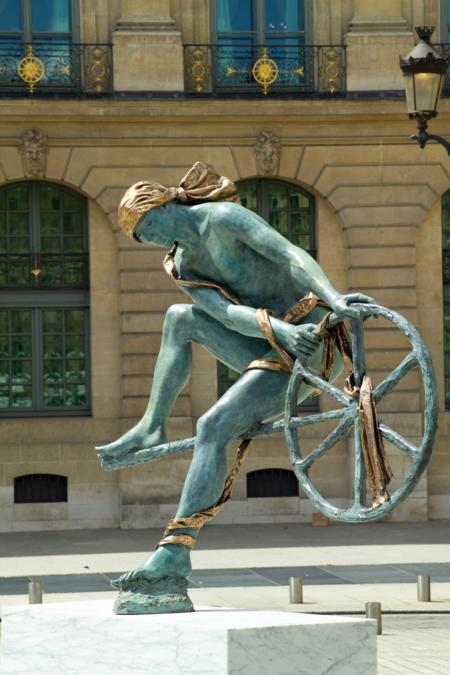
«Улісс» (2000)
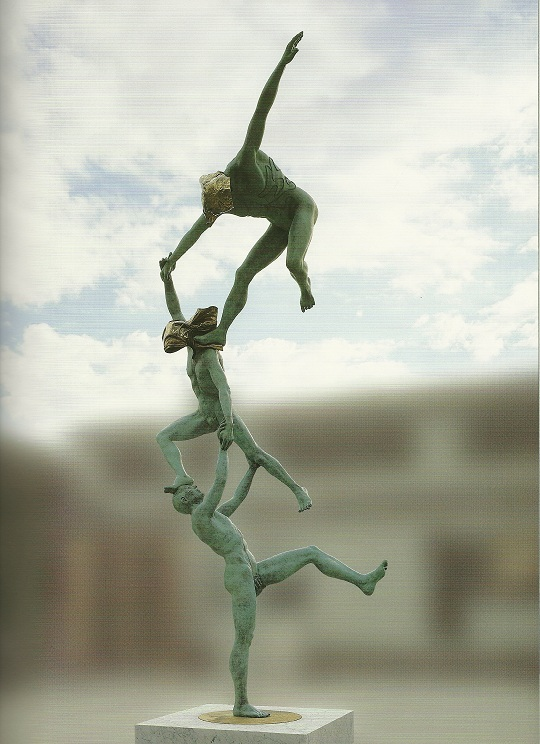
«Олімпійський дух» (2004)

## Живопис
Джерела натхнення живописних робіт Анни — музика, особливо опера, класичний балет і стародавні міфи. В її картинах помітно вплив художників Віденської школи фантастичного реалізму та інших художників центральної Європи, а колір, який іноді Анна використовує і в скульптурних роботах, нагадує колористику Вільяма Тернера. Завершивши створення «Плащу Свідомості», Анна написала серію полотен під загальною назвою «Хромологія», в якій знайшли відбиття емоції, цілі і роздуми про те, хто повинен стати володарем Премії Хромі.

### Ранні праці

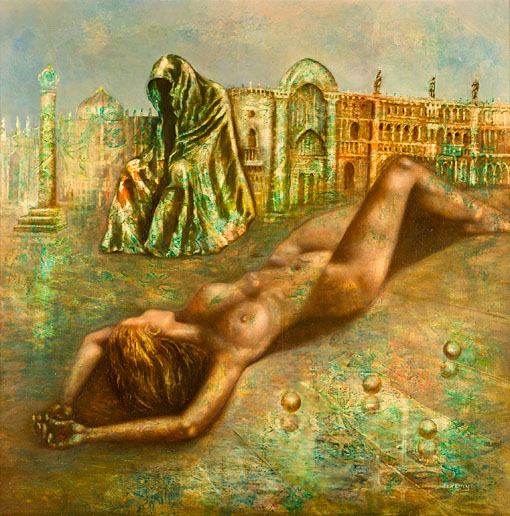
«Бути чи не бути», 1982, 100 x 100 см
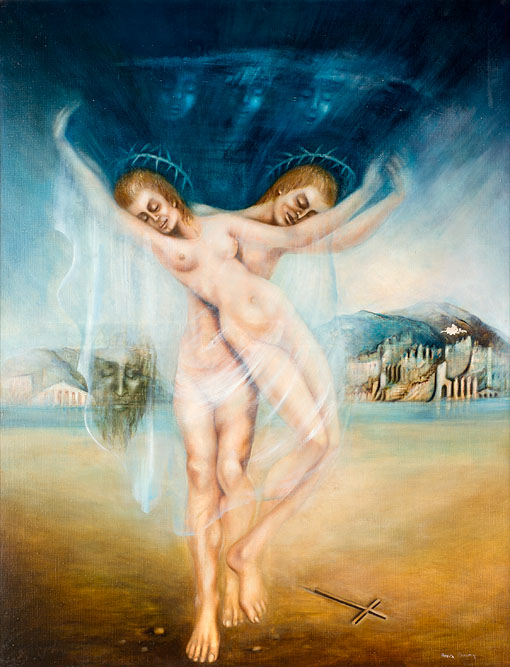
«Вічне кохання», 1979, 90 x 115 см
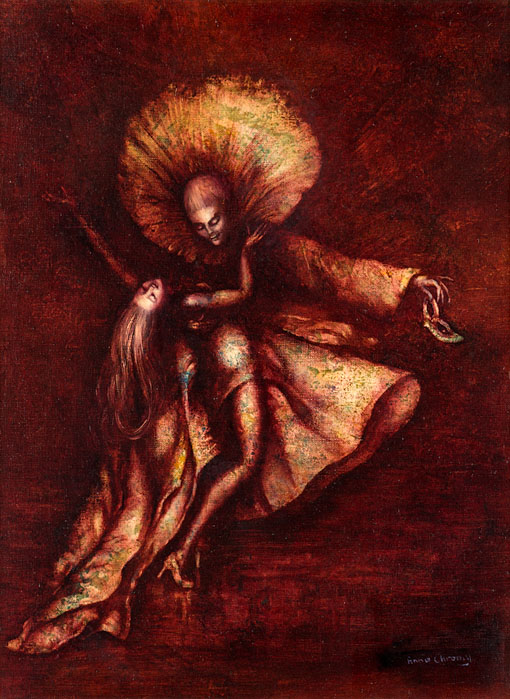
«Бал в Венеції», 1979, 45 x 60 см
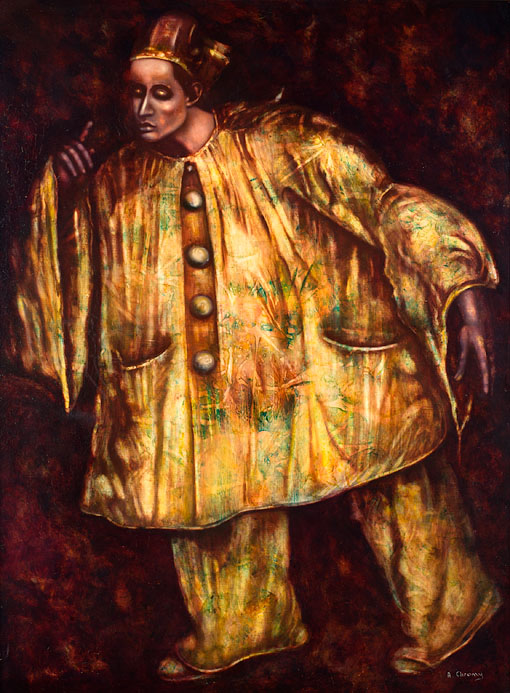
«Клоун», 1979, 95 x 130 см

## Премія Хромі
У продовження своєї діяльності з розповсюдження «мистецтва свідомості» Анна заснувала Інститут свідомості — гуманітарну організацію, що сприяє захисту людини і навколишнього середовища. З цієї нагоди у 2008 році Анна подарувала статуетку «Плащ Миру і Свідомості» Папі Бенедикту XVI. Інститут свідомості щорічно вручає Премію Хромі. Лауреатом Премії в 2012 році став Пол Уотсон. У числі номінантів 2013 князь Монако Альбер II, Білл Гейтс, Анджеліна Джолі, Даніель Баренбойм, Джордж Сорос, Джоан Баез, Опра Уїнфрі, Пауло Коельо, Стіві Уандер та інші.

## Виставки
- Дон Жуан і Голос Бронзи (2000), Прага
- Пісня Орфея (2004) Пьетразанта (Італія)
- Європа (2005) Вандомська площа, Париж
- Переосмислення міфи (2007), Національний археологічний музей, Афіни
- Мрія Сходу (2009), Пекін, Китай
- Міфи Середземного моря (2011), Сен-Тропе, Франція
- Spiritus Mundi (2012), Фошань, Китай